# ريتشارد ديغبي داي
ريتشارد ديغبي داي (بالإنجليزية: Richard Digby Day)‏ هو مخرج بريطاني، ولد في 27 ديسمبر 1941.